# NGC 7006
NGC 7006 (Caldwell 42) est un amas globulaire situé dans la constellation du Dauphin à environ 134 375 al (41,2 ± 1,4 kpc) du Soleil et à 125 575 al (38,5 kpc) du centre de la Voie lactée. Il a été découvert par l'astronome germano-britannique William Herschel en 1784.

## Observation
Avec une magnitude visuelle apparente égale à 10,56, il faut utiliser des jumelles dont l'ouverture est d'au moins 80 mm ou un petit télescope pour observer cet amas.

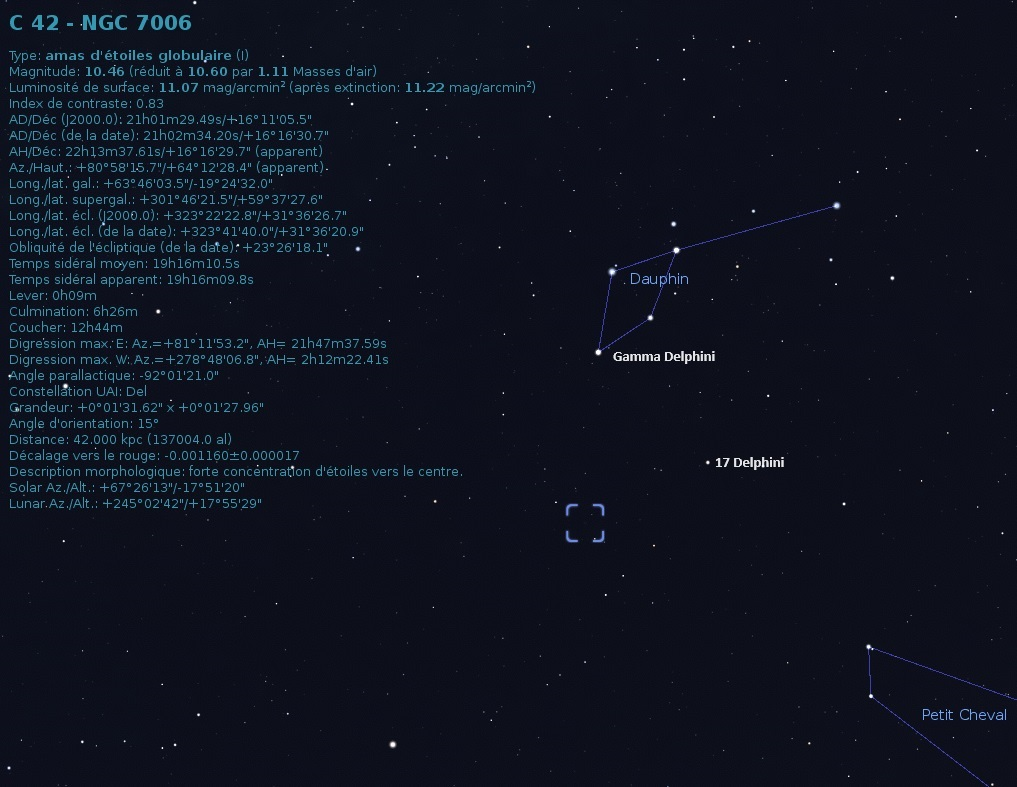
Localisation de NGC 7006 dans la constellation du Dauphin.

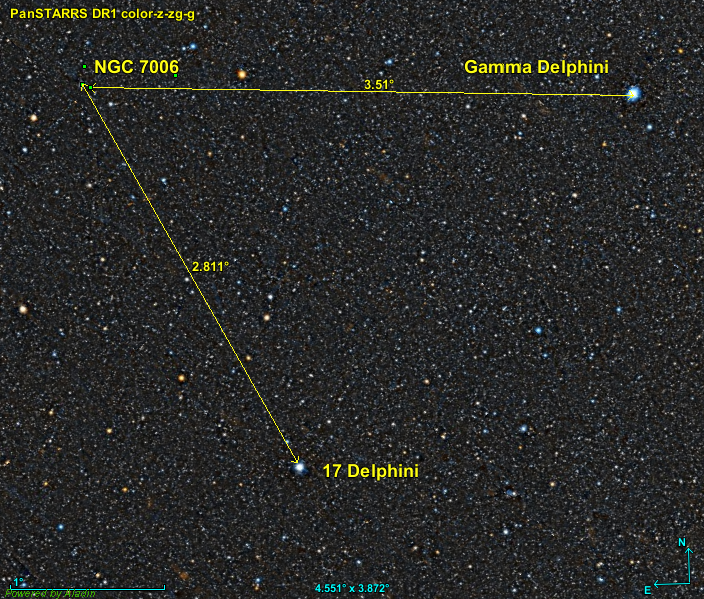
Deux étoiles près de NGC 7006.

Une étoile brillante, Gamma Delphini de magnitude 3,91, est visible près de l'amas. Elle est située à environ 3,5 degrés presque directement à l'est de celui-ci. 17 Delphini (en) de magnitude variant de 5,16 à 5,27, donc visible à l'œil nu depuis un endroit sombre, est située à environ 2,8 degrés au sud-ouest de NGC 7006.

## Caractéristiques

### Classe
La classe de concentration Shapley-Sawyer de NGC 7006 est I,, ce qui signifie que la concentration vers le centre est forte.

### Vitesse
La base de données Simbad indique deux mesures récentes très semblables de la vitesse provenant des mesures prises par le satellite Gaia : −383,2 ± 0,6 km/s et −383,47 ± 0,73 km/s. La valeur indiquée par Harris et par le site SEDDS, soit −384,1 ± 0,4 km/s,, est presque la même que ces deux vitesses.

### Métallicité, masse et âge
Selon une étude publiée en 2011 par J. Boyles et ses collègues, la métallicité [Fe/H] de l'amas globulaire NGC 7006 est égale à -1,52 et sa masse est égale à 303 000 {\displaystyle M_{\odot }}. Dans cette même étude, la distance de l'amas est aussi estimée à environ 41,2 kpc (∼134 000 al). Simbad indique deux valeurs de la métallicité soit -1,32 et -1,46. Dans un récent article (février 2023 de Ferro et al. basée sur les mesures du satellite Gaia (« GAIA EARLY DATA RELEASE 3 (GAIA EDR3) »), la métallicité est évaluée à 1,53 ± 0,15. Une métallicité comprise entre -1,68 et -1,38 signifie que le pourcentage en éléments lourds (plus lourds que l'hydrogène et l'hélium) varie de 2,0%  à 4,2% (10-1,68 à 10-1,382 comparé à celui du Soleil.
Après le Big Bang, l'Univers étant surtout composé d'hydrogène et d'hélium, la métallicité était pratiquement nulle. L'univers s'est progressivement enrichi en métaux (éléments plus lourds que l'hélium) grâce à la synthèse de ceux-ci dans le cœur des étoiles. La métallicité des amas du halo de la Voie lactée varie d'un centième à un dixième de la métallicité solaire, ce qui signifie que ces amas se décomposent en deux sous-groupes, les relativement jeunes et les vieux. Selon sa métallicité, NGC 7006 serait donc un amas âgé et pauvre en métaux. Dans une étude réalisée avec le télescope spatial Hubble, on a estimé son âge à 12,25 ± 0,75 milliards d'années et selon l'étude réalisée par Ferro et al. en 2023, son âge serait comprise entre 12 et 13,5 milliards d'années.

### Les étoiles variables de NGC 7006
Le tableau 3 de l'article publié par Ferro et al. montre une impressionnante liste de 59 étoiles variables dans le champ de vision couvert par les mesures du satellite Gaia. De ce nombre, 50 sont membres de l'amas et 4 autres le sont possiblement. On y dénombre 48 étoiles de type RR Lyrae (37 RRab, 4 RRc, une RRd? et 6 RRab Bl (en)) qui sont confirmées membres. Trois étoiles RRab sont possiblement membres de l'amas et une RRc. Les trois autres membres sont de type semi-régulière (SR), W Ursae Majoris (EW) et une variable à longue période (L).

## Galerie

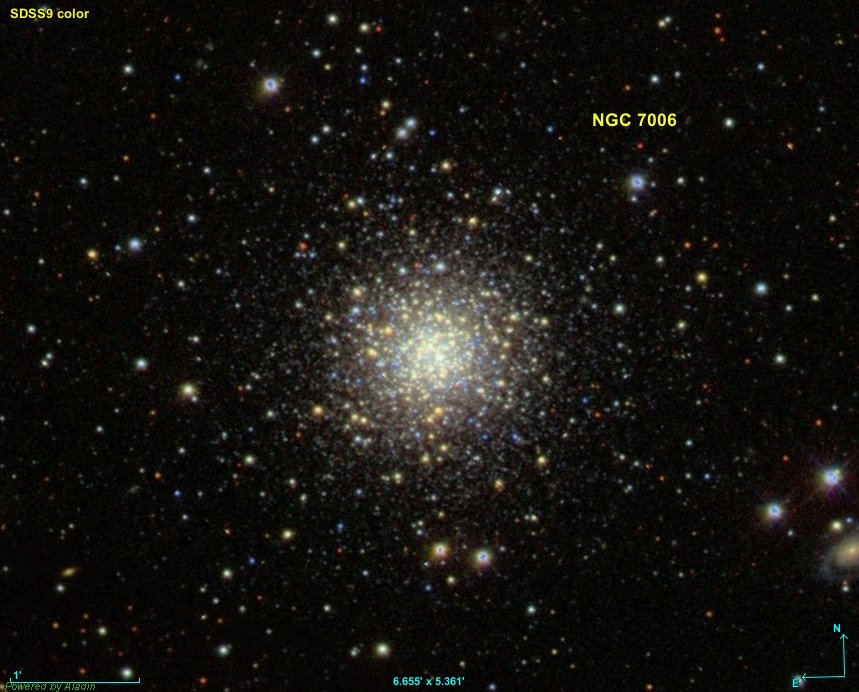
NGC 7006 par le relevé SDSS.
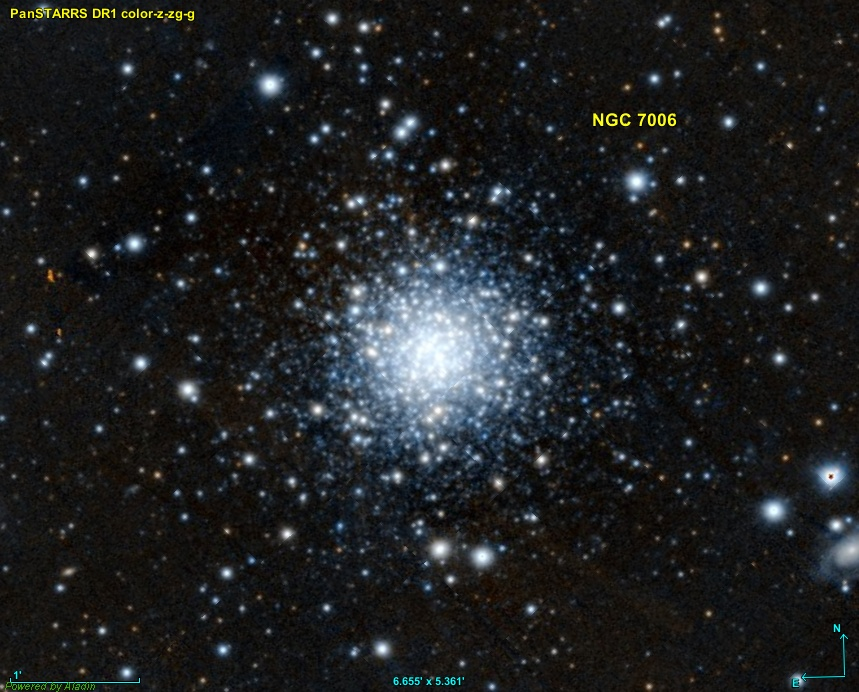
Autre image de NGC 7006 dans le visible par Pan-STARRS.
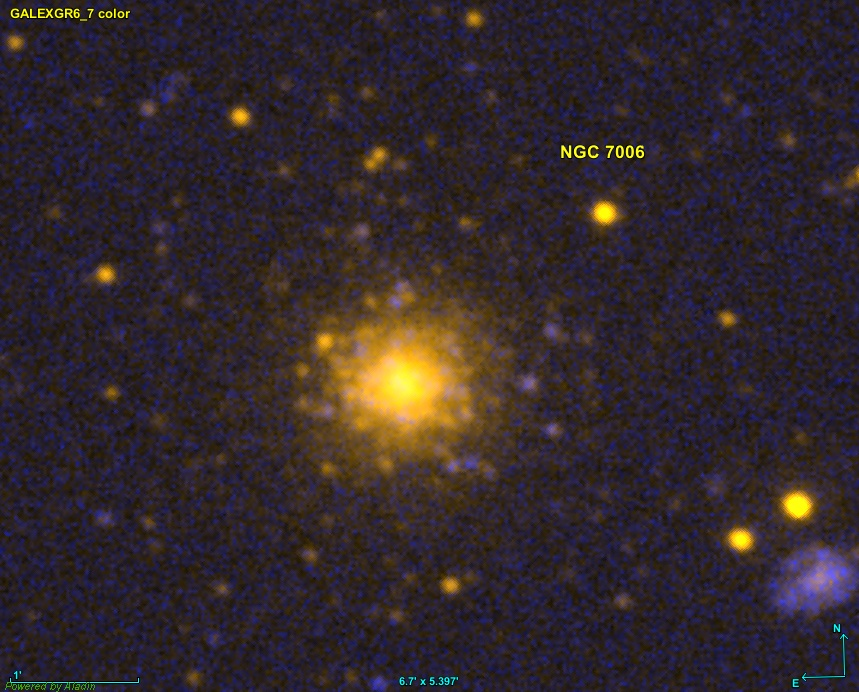
NGC 7006 dans le domaine de l'ultraviolet par GALEX.
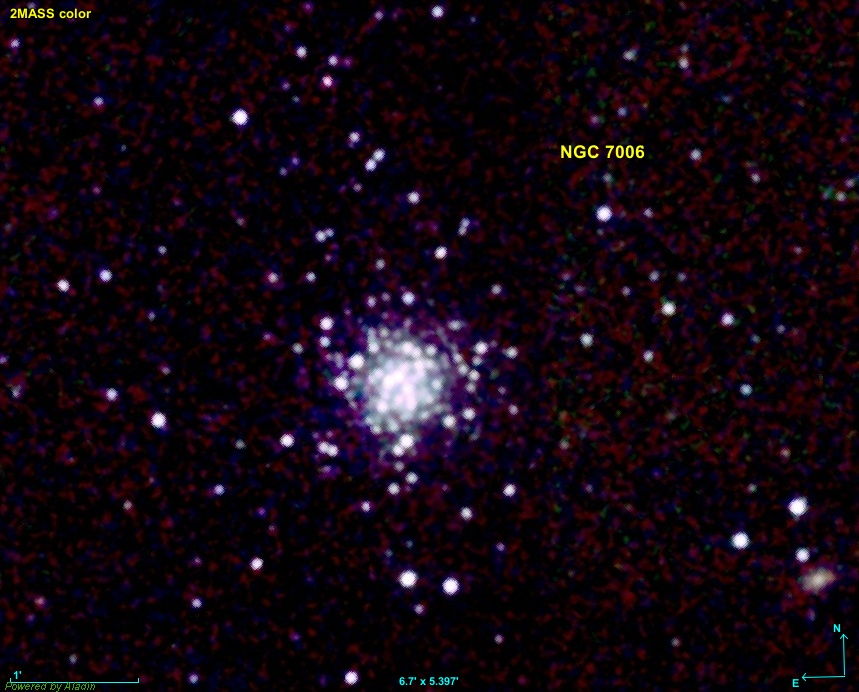
NGC 7006 dans le domaine de l'infrarouge par le relevé 2MASS.
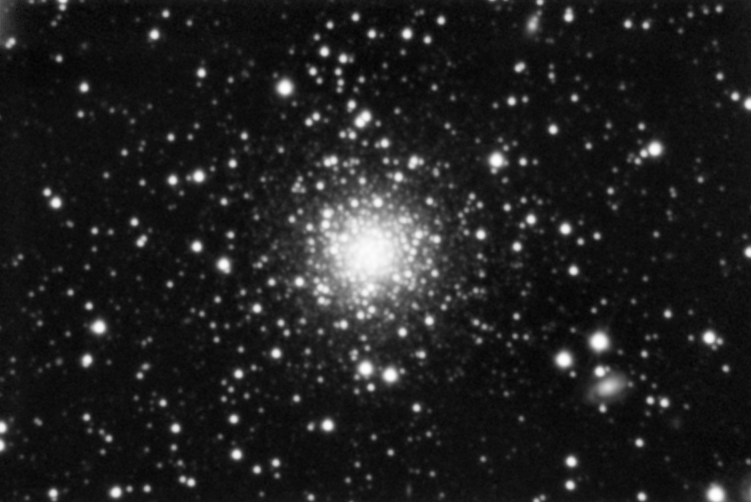
NGC 7006 imagé à l'aide d'un télescope amateur.